# Tallinn Black Nights Film Festival
Das Tallinn Black Nights Film Festival (PÖFF für Pimedate Ööde filmifestival, auch Filmfestival der dunklen/schwarzen Nächte) ist ein jährlich im November in Tallinn stattfindendes Filmfestival. Es wurde 1997 mit Fokus auf den nordischen Film gegründet. Mit etwa 250 Spielfilmen, 300 Kurzfilmen und rund 80.000 Besuchern pro Jahr ist es das größte Filmfestival Nordeuropas und des Baltikums. Es gehört zu den von der FIAPF akkreditierten Festivals mit internationalem Wettbewerb.
Zu dem Festival gehören noch zwei weitere Filmfestivals, das Haapsalu Horror and Fantasy Film Festival (HÕFF) und das Tartu Love Film Festival Black Nights (TARTUFF).

## Grand Prix für den besten Film
- 2004: Shıza von Gulshat Omarova
- 2005: Shanghai Dreams (Qīng hóng) von Wang Xiaoshuai
- 2006: dunkelblaufastschwarz (AzulOscuroCasiNegro) von Daniel Sánchez Arévalo
- 2007: Takva – Gottesfurcht von Özer Kızıltan
- 2008: Hunger von Steve McQueen
- 2009: Ajami von Scandar Copti, Yaron Shani
- 2010: Mein Glück von Sergei Loznitsa
- 2011: Tao Jie – Ein einfaches Leben von Ann Hui
- 2012: Das Haus mit dem Türmchen (Dom s bashenkoy) von Eva Neymann
- 2013: La Grande Bellezza – Die große Schönheit von Paolo Sorrentino
- 2014: Lucifer von Gust Van den Berghe
- 2015: The Throne (Sado) von Lee Joon-ik
- 2016: Lev shaket meod – A quiet heart von Eitan Anner
- 2017: Tunku Kyrsyk von Temirbek Birnazarov
- 2018: Niña Errante von Rubén Mendoza
- 2019: Kontora von Anshul Chauhan
- 2020: Страх von Ivaylo Hristov
- 2021: Lieber Thomas von Andreas Kleinert
- 2022: Driving Mum by Hilmar Oddsson
- 2023: Misericordia von Emma Dante
- 2024: Silent City Driver von Sengedorj Janchivdorj